# Superliga de Futsal
A Superliga de Futsal foi um torneio disputado entre 2005 até 2015. A disputa era nos mesmos moldes da Taça Brasil de Futsal, com oito clubes, jogando em duas chaves de quatro equipes cada, com rodadas em dias consecutivos dentro de uma semana, classificando-se para as semifinais os dois melhores de cada chave. As oito equipes são sempre o representante da cidade-sede, os dois melhores da Liga Futsal do ano anterior, e os cinco campeões das Ligas Regionais (geralmente disputada por equipes que não fazem parte da Liga Futsal). É o torneio que abre o calendário de competições do Futsal Brasileiro.

## Edições
| #  | Ano           | Sede       |                | Final         | Final           | Final   |
| #  | Ano           | Sede       | Campeão        | Placar        | Vice            |         |
| 1  | 2005 Detalhes | Betim      | Jaraguá        | 4 – 2         | Santa Fé        |         |
| 2  | 2006 Detalhes | Fortaleza  | Jaraguá        | 2 – 0         | ABC             |         |
| —  | 2007 Detalhes | —          | Não disputado  | Não disputado | Não disputado   |         |
| 3  | 2008 Detalhes | Uberlândia | Ulbra          | 2 – 1         | Joinvillel      |         |
| 4  | 2009 Detalhes | Concórdia  | Jaraguá        | 5 – 2         | Cresspom        |         |
| 5  | 2010 Detalhes | Betim      | Jaraguá        | 1 – 0         | Minas           |         |
| 6  | 2011 Detalhes | Betim      | Carlos Barbosa | 5 – 4         | Copagril Futsal |         |
| 7  | 2012 Detalhes | Joinville  | Joinville      | 2 – 1         | Carlos Barbosa  |         |
| 8  | 2013 Detalhes | Concórdia  | ADC Intelli    | 3 – 3 (pro)   | Concórdia       |         |
| 9  | 2013 Detalhes | Aracaju    | Atlântico      | 7 – 7 (pro)   | Moita Bonita    |         |
| —  | 2014 Detalhes | —          | Não Disputado  | Não Disputado | Não Disputado   |         |
| 10 | 2015 Detalhes | Concórdia  |                | ADC Intelli   | 6 - 2           | Jaraguá |

### Títulos por equipe
| Clube          | Título(s) | Vice(s) |
| -------------- | --------- | ------- |
| Jaraguá        | 4         | 1       |
| ADC Intelli    | 2         | 0       |
| Carlos Barbosa | 1         | 1       |
| Joinville      | 1         | 1       |
| Atlântico      | 1         | 0       |
| Ulbra          | 1         | 0       |

### Artilheiros
| Ano  | Artilheiro | Clube          | Gols |
| ---- | ---------- | -------------- | ---- |
| 2005 | ?          | ?              | ?    |
| 2006 | Falcão     | Malwee/Jaraguá | 8    |
| 2006 | Augusto    | Unoesc/ASME    | 8    |
| 2008 | Paulinho   | RCG/Garça      | 8    |
| 2009 | Falcão     | Malwee/Jaraguá | 6    |
| 2010 | Pixote     | V&M/Minas      | 4    |
| 2011 | Everton    | Betim          | 5    |
| 2011 | Gadeia     | Copagril       | 5    |
| 2011 | Marcel     | Copagril       | 5    |
| 2012 | Daniel     | Carlos Barbosa | 3    |
| 2012 | Neto       | Krona Futsal   | 3    |
| 2012 | Flávio     | Carlos Barbosa | 3    |
| 2012 | Marlon     | Carlos Barbosa | 3    |
| 2012 | Munin      | Peixe/Mazza    | 3    |
| 2012 | Rodrigo    | Carlos Barbosa | 3    |
| 2012 | Thiago     | Horizonte      | 3    |
| 2012 | Valdin     | Krona Futsal   | 3    |
| 2013 | Duda       | Concórdia      | 6    |
| 2015 | Gessé      | ALAF           | 5    |
| 2015 | Dé         | Krona Futsal   | 5    |